# Alio
Nella mitologia greca  Alio  (in greco antico: Ἅλιός) era il nome di uno dei figli di Alcinoo e di Arete e discendeva da Poseidone, il dio dei mari.

## Il mito
Alcinoo, re dei Feaci, famoso insieme a sua moglie per aver sottratto Medea dagli abitanti della Colchide che la volevano riportare, contro la sua volontà, da suo padre Eete, ma soprattutto noto per aver dato ospitalità a Ulisse, in viaggio di ritorno dalla guerra di Troia, aveva avuto dalla moglie Arete, oltre alla più famosa Nausicaa, un figlio, il tranquillo Alio.

### Moderna
- Angela Cerinotti, Miti greci e di roma antica, Prato, Giunti, 2005, ISBN 88-09-04194-1.
- Anna Ferrari, Dizionario di mitologia, Litopres, UTET, 2006, ISBN 88-02-07481-X.
- Anna Maria Carassiti, Dizionario di mitologia classica, Roma, Newton, 2005, ISBN 88-8289-539-4.